# Sunita Mani
Sunita Mani (Dickson, 13 dicembre 1986) è un'attrice, comica e ballerina statunitense di origini indiane.
Diventata nota al pubblico grazie alle sue partecipazioni alle serie TV Mr. Robot e GLOW, ha successivamente recitato da protagonista nei film Save Yourselves! e L'occhio del male.

## Biografia e carriera
Nata e cresciuta in Tennessee, prima ancora di aver completato gli studi inizia ad esibirsi in spettacoli di stand-up comedy e in spettacoli comici d'improvvisazione. Dopo aver conseguito il diploma, Mani ha studiato scrittura e recitazione presso l'Emerson College: negli anni del college ha creato un collettivo di performer insieme ad alcuni compagni chiamato Cocoon Central Dance Team, all'interno del quale ha proposto spettacoli comici e di danza. Laureatasi nel 2008, Mani ha debuttato come attrice nel 2012 nel film The Unaspeakable Act, interpretando un ruolo minore. Nel 2014 viene scritturata per eseguire un numero di danza comica nel video musicale del brano Turn Down for What di DJ Snake e Lil Jon, che le garantisce un certo riscontro da parte di pubblico e critica.
Fra 2015 e 2017, Mani interpreta il ruolo di Trenton nella serie TV Mr. Robot, apparendo in 16 episodi della serie: si tratta del suo primo ruolo rilevante come attrice. Nello stesso periodo appare anche in altri film e prodotti televisivi, quasi sempre in ruoli minori. Concluso l'impegno con Mr. Robot ottiene uno dei ruoli principali nella serie Netflix GLOW: il suo personaggio è apparso in tutte e 3 le stagioni dello show, permettendole di accrescere notevolmente la sua popolarità. Nello stesso periodo, l'attrice inizia ad ottenere ruoli più rilevanti anche in ambito cinematografico. Nel 2020 recita per la prima volta da protagonista nei film Save Yourselves! e L'occhio del male. Sempre a partire dal 2020 recita nella serie TV Dream Corp LLC, interpretando il ruolo di Marge Daily.

## Filmografia

### Cinema
- The Unspeakable Act, regia di Dan Salitt (2012)
- 3rd Street Blackout, regia di Negin Farsad e Jeremy Redleaf (2015)
- Stinking Heaven, regia di Nathan Silver (2015)
- Little Sister, regia di Zach Clark (2016)
- Don't Think Twice, regia di Mike Birbiglia (2016)
- Madeline's Madeline, regia di Josephine Decker (2018)
- The Death of Dick Long, regia di Daniel Scheinert (2019)
- Wine Country, regia di Amy Poehler (2019)
- Sai tenere un segreto? (Can You Keep a Secret?), regia di Elise Duran (2019)
- Si salvi chi può!, regia di Alex Huston Fischer, Eleanor Wilson (2020)
- The Outside Story, regia di Casimir Nozkowski (2020)
- L'occhio del male (Evil Eye), regia di Elan Dassani e Rajeev Dassani (2020)
- Spirited - Magia di Natale(Spirited), regia di Sean Anders (2022)
- A Nice Indian Boy, regia di Roshan Sethi (2024)
- Death of a Unicorn, regia di Alex Sharfman (2025)
- I Roses (The Roses), regia di Jay Roach (2025)

### Televisione
- Mr. Robot – serie TV, 16 episodi (2015-2017)
- Broad City – serie TV, 1 episodio (2016)
- The Good Place – serie TV, 3 episodi (2016-2017)
- GLOW – serie TV, 29 episodi (2017-2019)
- Search Party – serie TV, 2 episodi (2017)
- No Activity – serie TV, 23 episodi (2017)
- Dream Corp, LLC – serie TV, 7 episodi (2020)
- Ultra City Smiths – serie TV, 6 episodi (2021)
- Scene da un matrimonio (Scenes from a Marriage) – miniserie TV, 1 puntata (2021)

### Video musicali
| Titolo brano       | Interprete         | Regista | anno |
| ------------------ | ------------------ | ------- | ---- |
| Turn Down for What | DJ Snake e Lil Jon | Daniels | 2014 |

## Doppiatrici italiane
Nelle versioni in italiano delle opere in cui ha recitato, Sunita Mani è stata doppiata da:
- Sara Ferranti in Mr. Robot
- Joy Saltarelli in GLOW
- Gemma Donati in Scene da un matrimonio
- Eleonora Reti in Death of a Unicorn